# Reidville (Caroline du Sud)
Pour les articles homonymes, voir Reidville.
Reidville est une ville du comté de Spartanburg en Caroline du Sud, aux États-Unis.

## Démographie
| 1880 | 1890 | 1900 | 1910 | 1920 | 1930 |
| ---- | ---- | ---- | ---- | ---- | ---- |
| 266  | 156  | 162  | 177  | 231  | 208  |

| 1940 | 1950 | 1960 | 1970 | 2000 | 2010 |
| ---- | ---- | ---- | ---- | ---- | ---- |
| 214  | 236  | 242  | 460  | 478  | 601  |